# Dolichostoma andinum
Dolichostoma andinum là một loài ruồi trong họ Tachinidae.